# Nikola Altomanović
Nikola Altomanović (srbsko Никола Алтомановић/Nikola Altomanović ) je bil v 14. stoletju srbski veliki župan iz družine Vojnović, * 1348, † 1373.
Vladal je od Rudnika v osrednji Srbiji do Jadranskega morja. Njegovo ozemlje je obsegalo porečji Lima in Drine in vzhodno Hercegovino s Trebinjem do Konavel in Dračevice v sosednji Dubrovniški republiki. Po bitki na Marici septembra 1371 je postal najmočnejši srbski velikaš in prisilil Dubrovniško republiko, da mu je kot zakonitemu nasledniku srbske krone plačevala letni davek 2000 perperjev. Proti njemu se je organizirala široka koalicija sosednjih srbskih držav, ki jih je podpiralo Ogrsko kraljestvo. Koalicijska vojska je premagala njegovo, njega samega pa so po obleganju užiškega gradu oslepili. Njegovo ozemlje so si zmagovalci razdelili.

## Poreklo
Nikola Altomanović je bil rojen leta 1348 kot sin velikega župana Altomana Vojinovića (1347—1359) in Ratoslave Mladenović, s katero se je poročil pozno jeseni 1347. Ratoslava (Vitoslava)  je bila hčerka vojvode Mladena in sestra kasnejšega sebastokratorja Branka Mladenovića, očeta Vuka Brankovića (1371—1391).

## Življenje
Leta 1363 je bil Nikolov stric Vojislav Vojinović ubit. Nikola je izkoristil njegovo smrt in zasedel del njegovega ozemlja. Z Lazarjem Hrebeljanovićem je sklenil zavezništvo proti kralju Vukašinu Mrnjavčeviću. Srbskega carja Uroša V. sta pregovorila, da ju je podprl. Lazar se je v kritičnem trenutku umaknil iz koalicije, njegovi nekdanji zavezniki pa so bili poraženi v bitki na Kosovskem polju leta 1369.
Leta 1373 se je sklenila nova vojaška zveza, tokrat proti Nikoli Altomanoviću. Sestavljali so jo bosanski ban Tvrtko I. Kotromanić, zetski knez Đurađ I. Balšić, mačvanski knez Nikola Gorjanski in ogrski kralj Ludvik I. Ogrski. Koalicijska vojska ga je septembra 1373 napadla z zahoda, severa in vzhoda. Altomanović se je po prvih porazih umaknil na jug, računajoč na obrambo iz ene od svojih trdnjav. Knez Zorka, ki so ga najverjetneje podkupili Dubrovčani, mu ni dovolil vstopiti v Klobuk, zato se je umaknil v Trebinje in od tam v Užice. Takoj za njim je pred mesto prišel knez Lazar in ga začel oblegati. Konec novembra se je Nikola Altomanović vdal.
Po vdaji so si zmagovalci razdelili njegovo ozemlje. Lazar je vzel Rudnik in Užice, Tvrtko srednje in gornje Podrinje in spodnje Polimje in Vuk Branković Kosovo. Altomanovićev padec so izkoristili tudi Balšići in zasedli Trebinje, Konavle in Dračevico, ki so jih morali leta 1377 prepustiti bosanskemu banu.

## Smrt
Nikolo Altomanovića so ujeli in predali v varstvo Stefanu Musiću, sorodniku kneza Lazarja. Leto kasneje ga je Musić s tihim soglasjem kneza Lazarja oslepil in, po legendi, poslal v samostan, kjer je še isto leto umrl.
Nekateri viri omenjajo Nikolo Altomanovića še dve leti po oslepitvi kot župana. Kdaj je umrl, ni znano. Domneva se, da po letu 1395.